# Altocúmul
Un altocúmul (en llatí, altocúmulus) és un núvol de mitjana altitud caracteritzat per masses globulars aplanades o enrotllaments en capes o pegats; es disposen de manera irregular. Els elements menors són petits i prims i presenten irisacions a les vores. Els elements individuals són més llargs i foscs que els cirrocúmulus i més petits que els estratocúmulus. Poden aparèixer alhora en altures i nivells diferents, sempre en el límit comprès entre els 2 i els 6 km a la seva base. Són d'una mida mitjana, amb un color de blanc a grisenc, en estrats, capes, o pegats amb masses en ones. Estan constituïts per gotes d'aigua, principalment, tot i que a molt baixes temperatures també estan formats per cristalls de glaç. En associar-se amb molts altres gèneres, el temps que es pot esperar després del seu pas pot ser molt variat. En general, si són aïllats, l'evolució serà cap al bon temps. Tanmateix, els altocúmulus a vegades precedeixen un front fred, i amb la presència de matins calorosos i humits d'estiu, assenyalen el desenvolupament de núvols de tempesta més tard durant el dia. Tenen una mida aparent entre 1° i 5°. Quan la vora o bé una part prima i translúcida passa davant del sol o la lluna, apareix entorn de l'astre una corona. Rarament produeixen precipitacions, que seran febles i de curta durada.

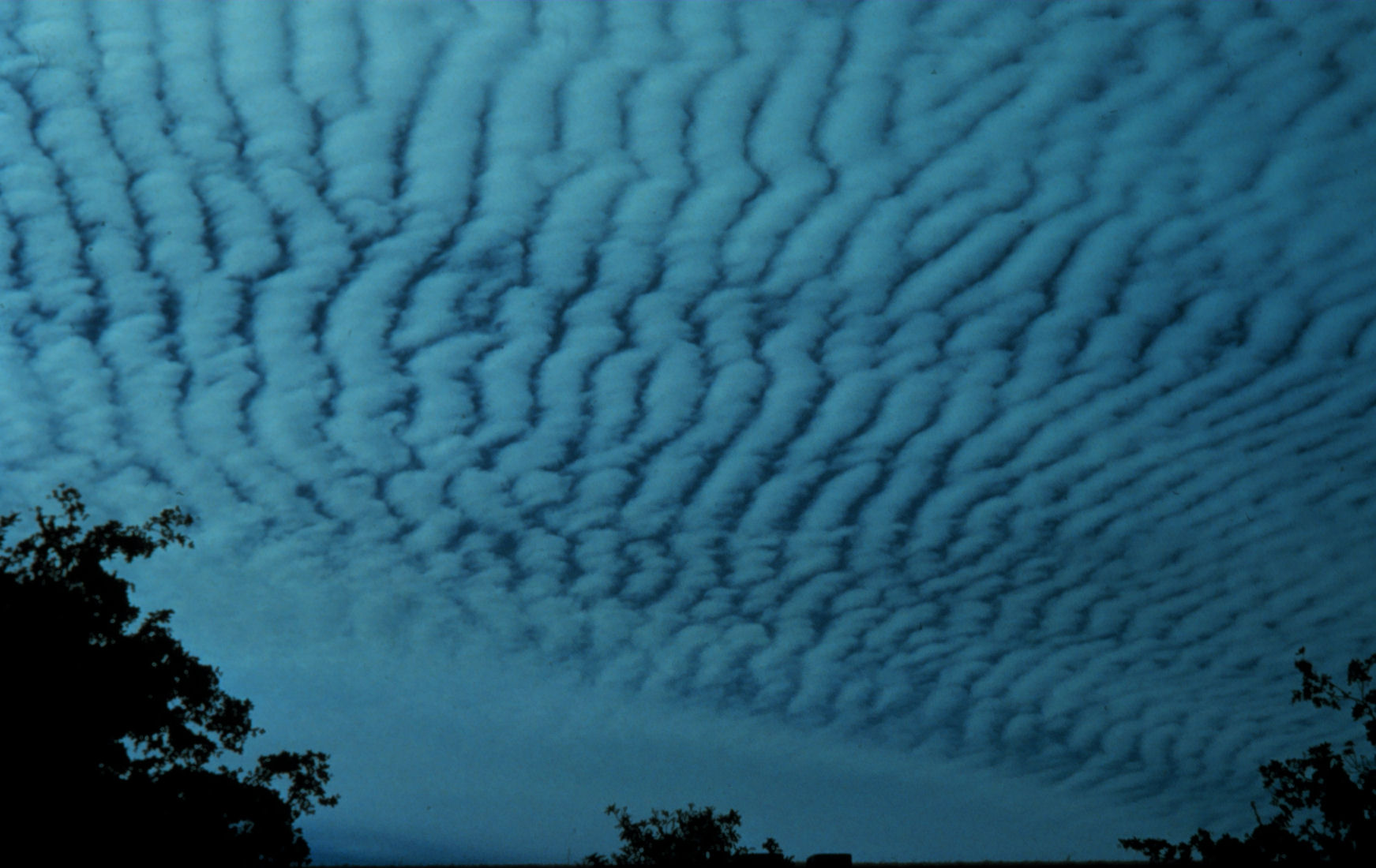
Altocúmul d'un clar patró arrissat
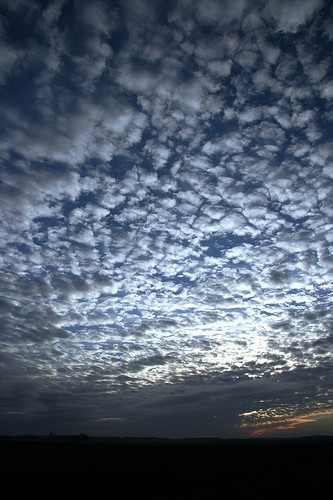
Cel en rínxols, Lincolnshire, UK
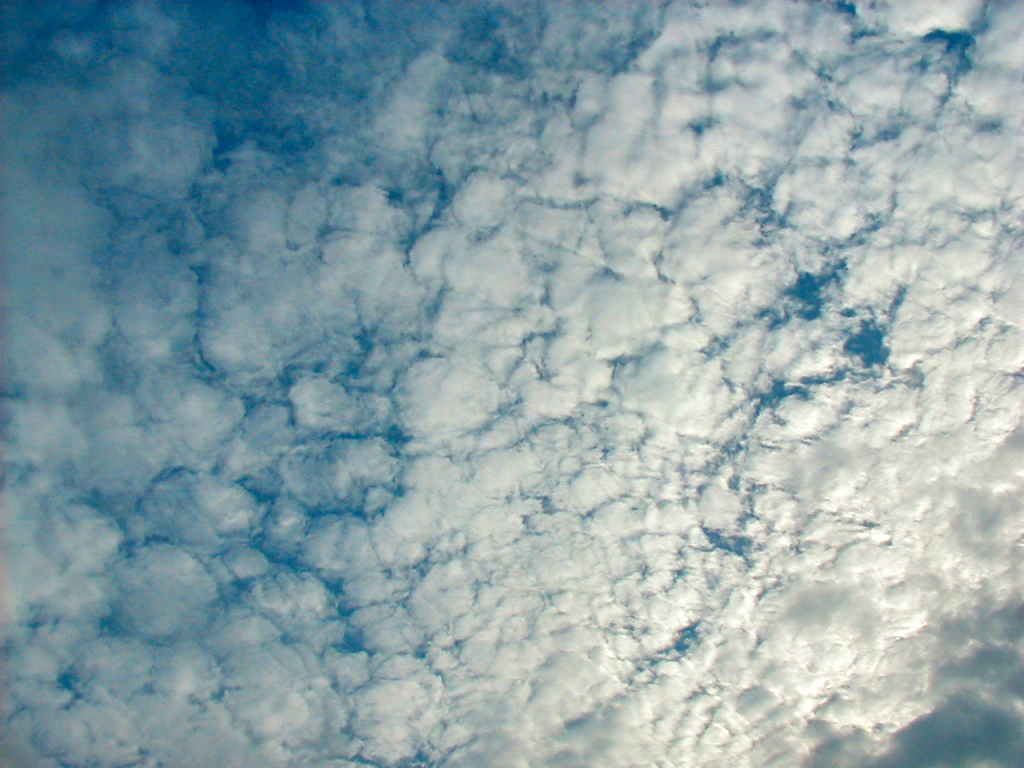
Cel arrissat
Altocumulus lenticularis